# IC 1795
Pour les articles homonymes, voir Nébuleuse (homonymie) et Poisson (homonymie).
IC 1795 ou nébuleuse de la tête de poisson est une nébuleuse en émission et une région HII d'environ 70 années-lumière (al) d'envergure, située à environ 6 000 années-lumière de la Terre, dans la constellation de Cassiopée, du bras de Persée de la Voie lactée. 

## Histoire

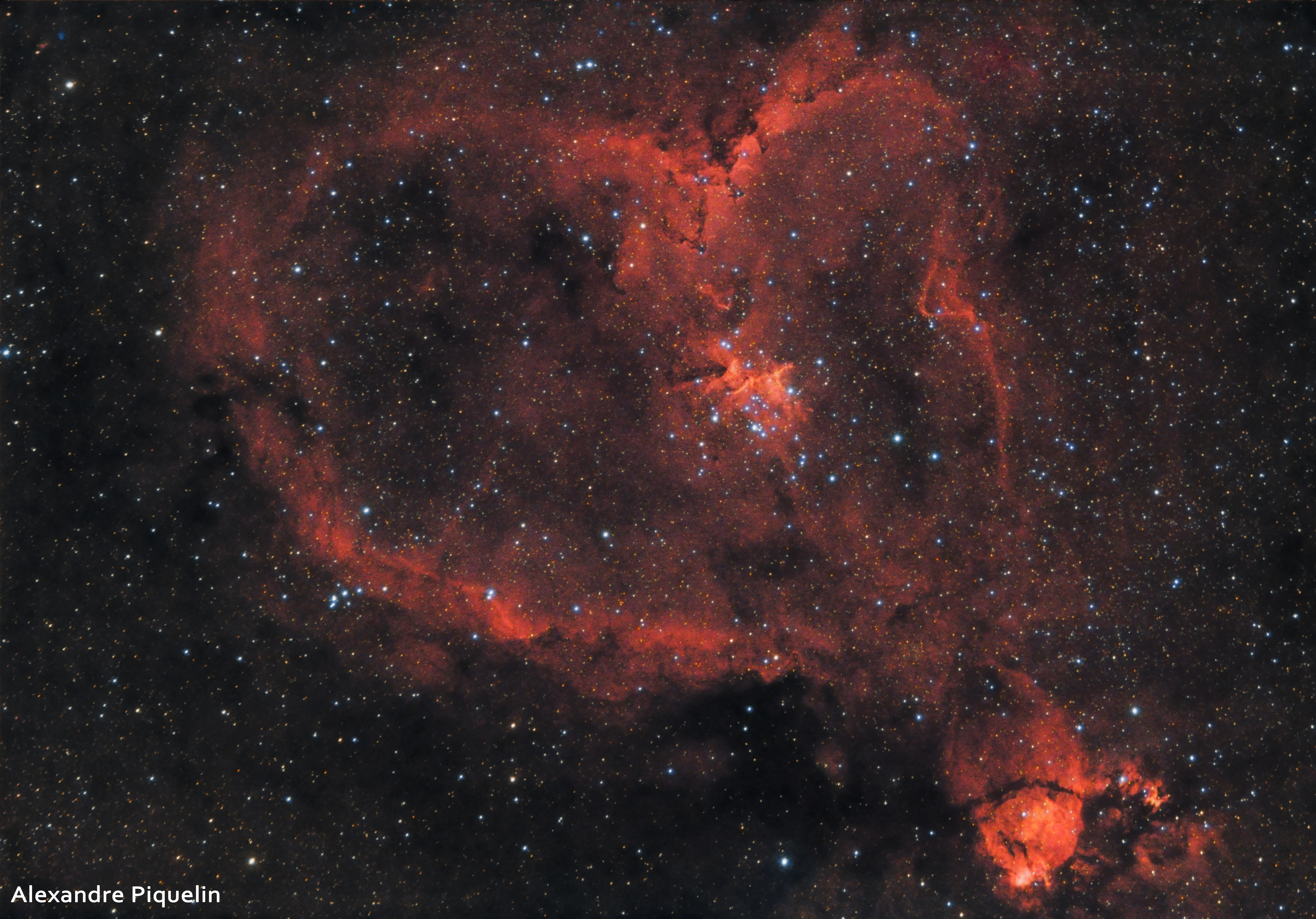
Nébuleuse de la tête de poisson (IC 1795) dans le prolongement de la pointe inferieur de la nébuleuse du Cœur (IC 1805).

La nébuleuse en émission NGC 896 (sa partie la plus lumineuse) est une région à sursauts de formation d'étoiles, découverte en 1787 par l'astronome William Herschel. IC 1795 est découverte vers 1890 par l'astronome américain Edward Barnard.  
Cette nébuleuse de la tête de poisson (IC 1795) se situe dans le prolongement de la pointe inférieur de la nébuleuse du Cœur (IC 1805) du complexe des nébuleuses du Cœur et de l'Âme (avec la nébuleuse de l'Âme, IC 1848).

## Observation
Elle est assez facile à observer depuis la Terre et se trouve dans un environnement très riche en étoiles avec pour voisines la nébuleuse du Cœur (IC 1805) et la nébuleuse de l'Âme (IC 1848) du complexe des nébuleuses du Cœur et de l'Âme, ainsi que de nombreux amas ouverts.

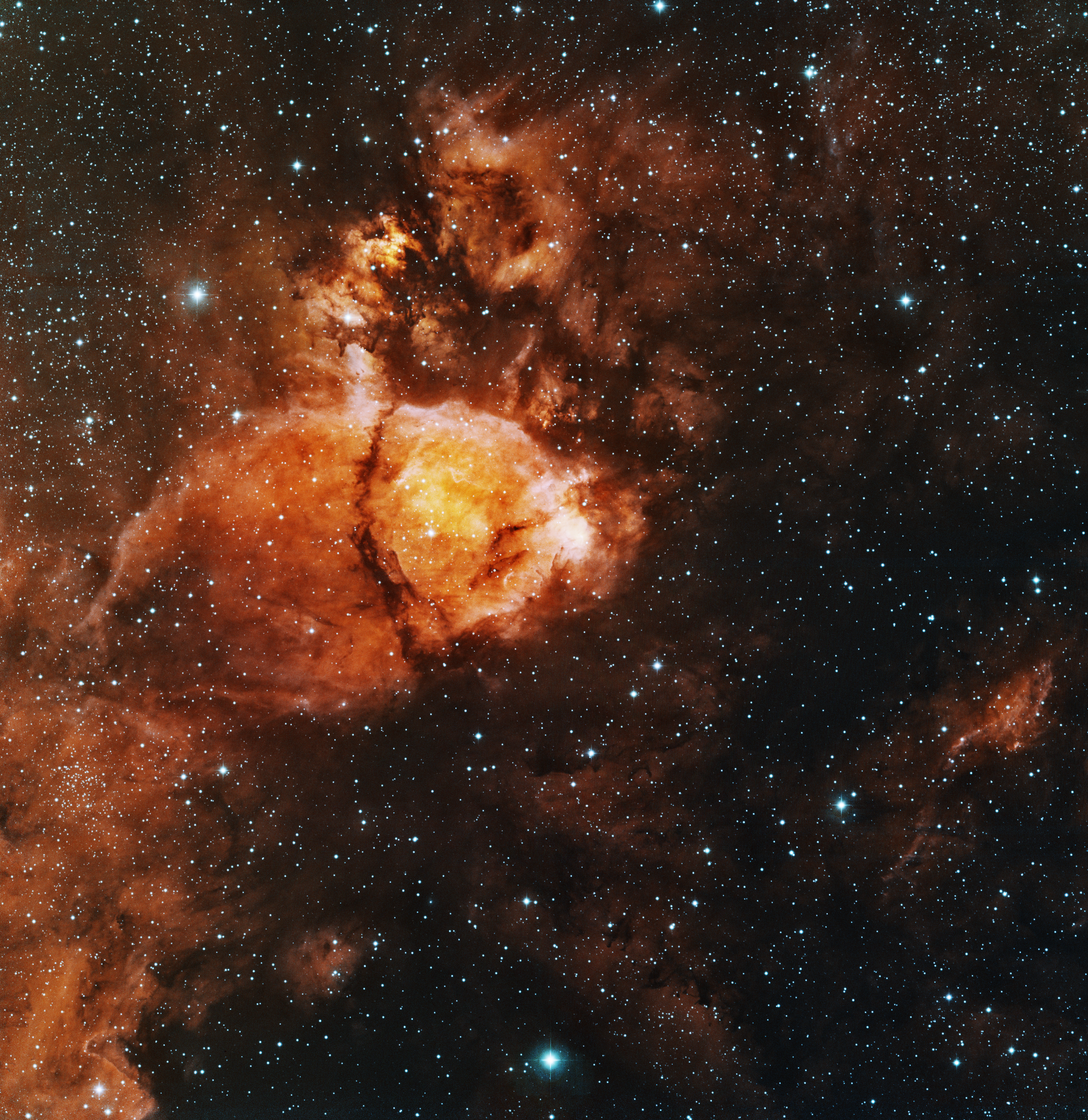
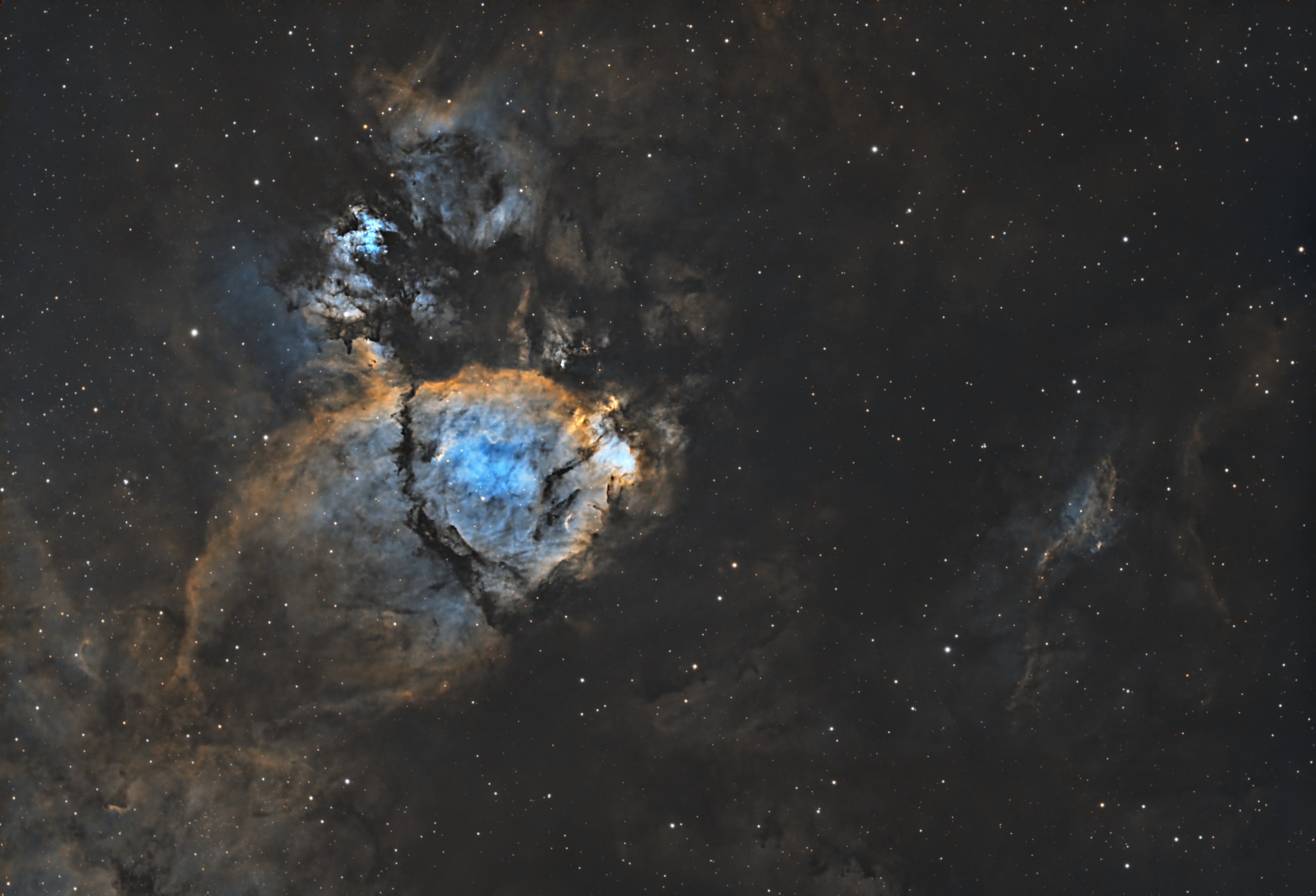
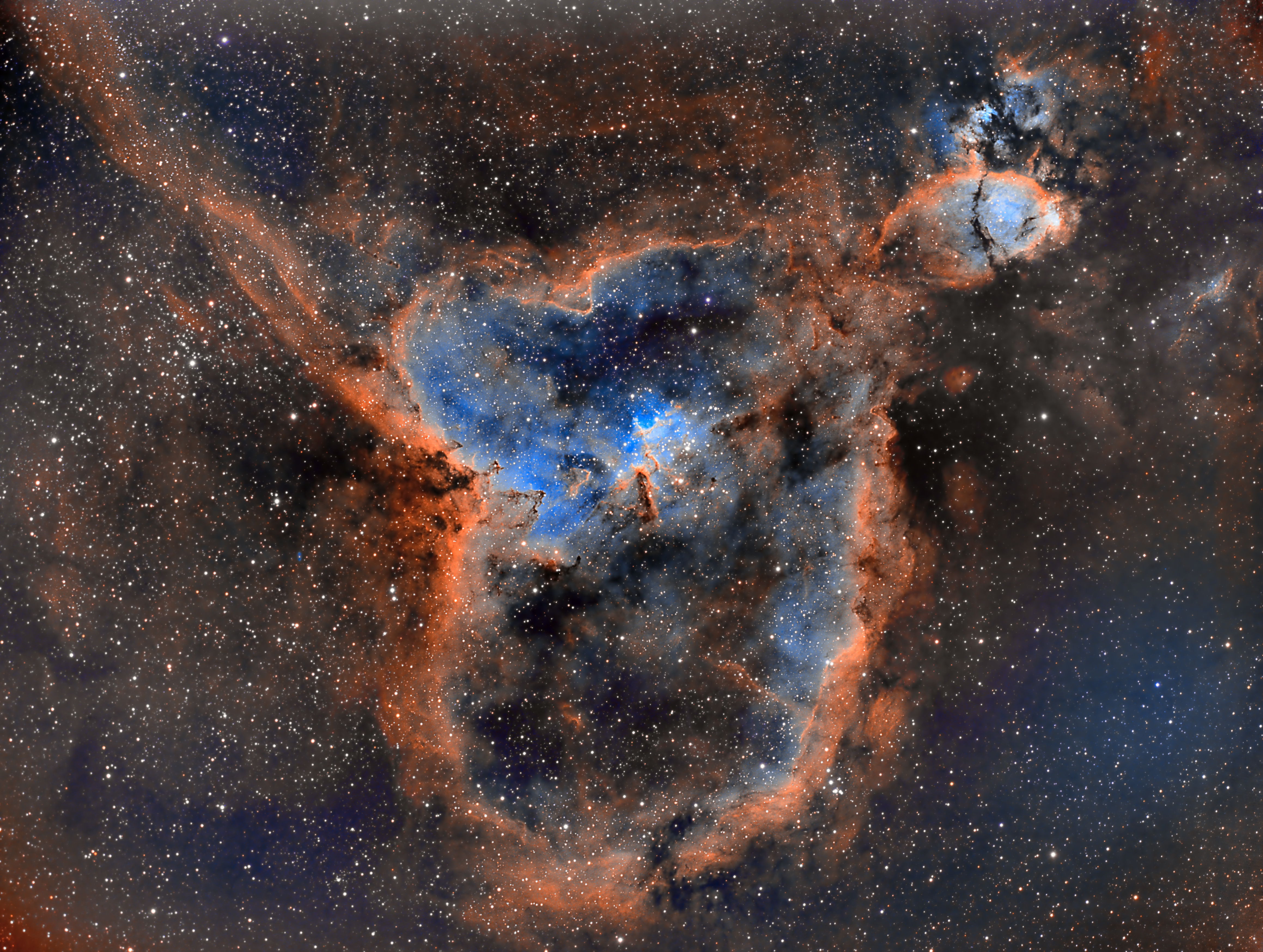